# Fiordo di Sherard Osborn

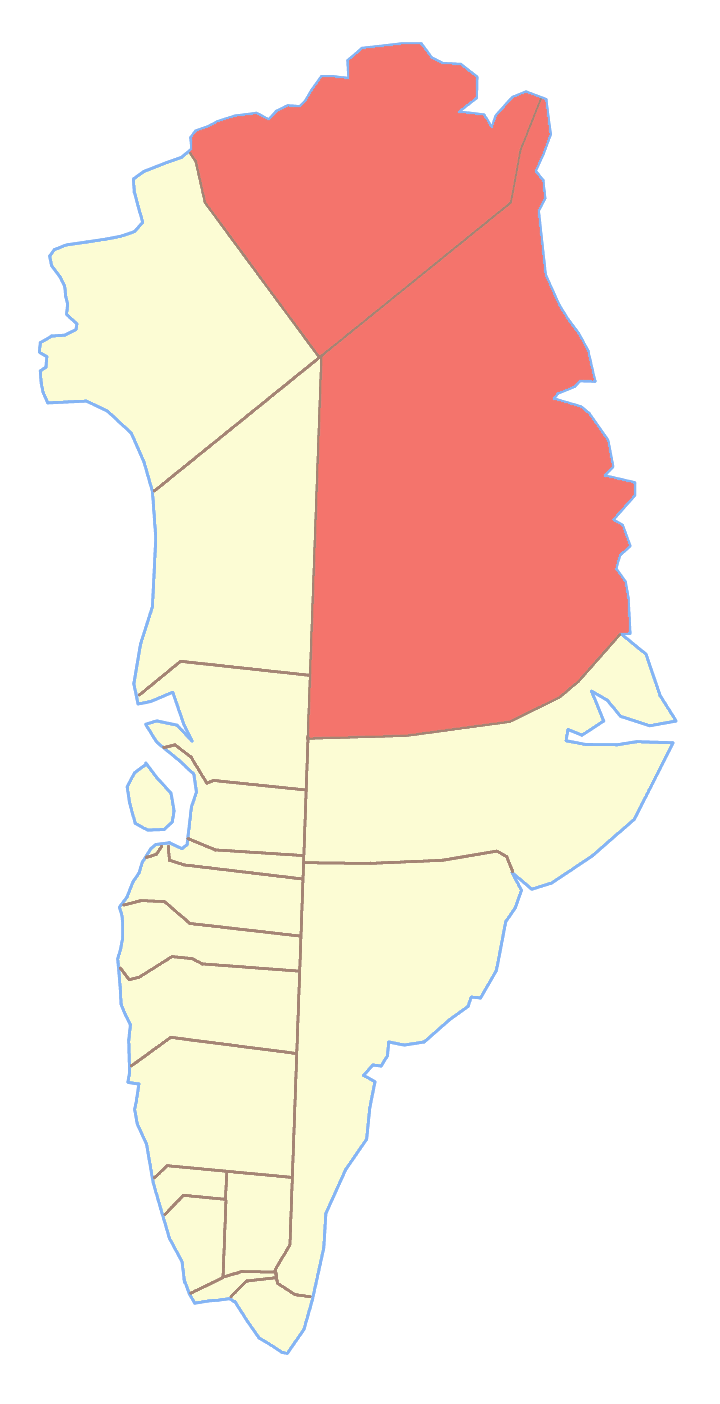
Parco nazionale della Groenlandia nordorientale, dove si trova il fiordo di Sherard Osborn

Il fiordo di Sherard Osborn (danese Sherard Osborn Fjord) è un fiordo della Groenlandia di 65 km. Si trova a 82°05'N 52°30'O; è situato nel Parco nazionale della Groenlandia nordorientale, fuori da qualsiasi comune.